# Myrsjön (Los socken, Hälsingland)
Myrsjön är en sjö i Ljusdals kommun i Hälsingland och ingår i Ljusnans huvudavrinningsområde. Sjön har en area på 0,505 kvadratkilometer och ligger 408,1 meter över havet.

## Delavrinningsområde
Myrsjön ingår i det delavrinningsområde (685489-143957) som SMHI kallar för Utloppet av Myrsjön. Medelhöjden är 410 meter över havet och ytan är 2,55 kvadratkilometer. Det finns inga avrinningsområden uppströms utan avrinningsområdet är högsta punkten. Vattendraget som avvattnar avrinningsområdet har biflödesordning 3, vilket innebär att vattnet flödar genom totalt 3 vattendrag innan det når havet efter 216 kilometer. Avrinningsområdet består mestadels av skog (23 procent) och sankmarker (50 procent). Avrinningsområdet har 0,5 kvadratkilometer vattenytor vilket ger det en sjöprocent på 19,7 procent.